# トヨタ・GZエンジン

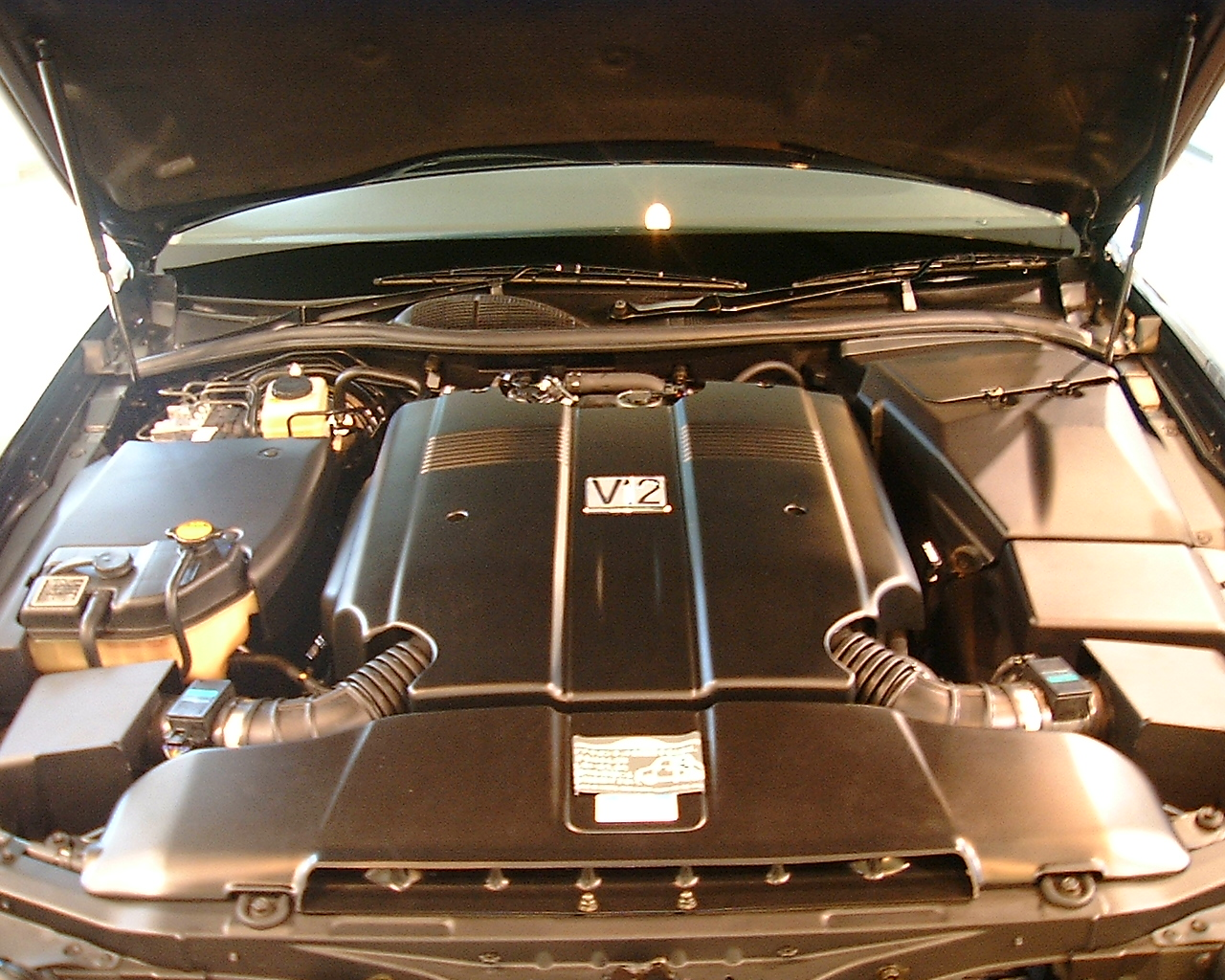
1GZ-FE

トヨタ・GZエンジンは、トヨタ自動車の水冷V型12気筒ガソリンエンジンの系列である。

日本初にして唯一の乗用車用V型12気筒エンジンであると同時にトヨタのエンジンの中で最も気筒数が多く、下記で示すように事実上センチュリー(および御料車のセンチュリーロイヤル)専用エンジンとなっている。

## 型式
1997年4月登場
ガソリンエンジン
水冷V型12気筒DOHC

### 1GZ-FE- 5000cc
- （初）2代目センチュリー（GZG50）

### 1GZ-FNE- 5000cc
- （初）2代目センチュリー（GZG50）

## 系譜
- エンジン型式一覧の自動車用エンジンの系譜を参照。